# Вахштейн, Бернхард

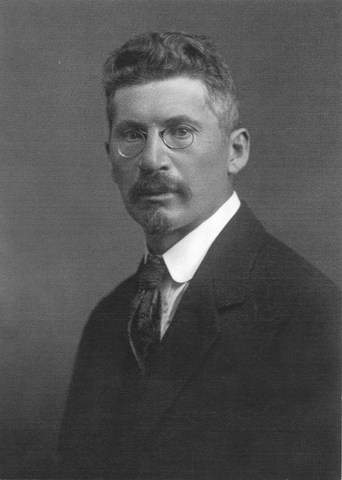
Бернхард Вахштейн

Вахштейн, Бернхард (род. 31 января 1868 года в Толстое, Галиция, Австро-Венгрия; умер 15. Январь 1935 года в Вене) — историк и библиограф еврейской общины, который перестроил, расширил и модернизировал библиотеку Israelitische Kultusgemeinde Wien (Венская израильская община). Он также выполнил важную библиографическую работу, особенно связанную с историей австрийских евреев.

## Биография
Бернхард Вахштайн поселился в Вене после завершения своих талмудических, философских, исторических и библиографических исследований и был библиотекарем с 1903 года. 
С 1919 года, после смерти доктора В. Бернхард Мюнц, руководитель библиотеки Израильского культурного центра Вены.
Он занимался историей и генеалогией общины и внес важный вклад в эти области.

## Избранные произведения
- Wiener hebräische Epitaphien, 1907 (Digitalisat)
- Jüdische Privatbriefe aus dem Jahre 1619, Wien und Leipzig 1911 (zusammen mit Alfred Landau)
- Die Gründung der Wiener Chewra Kadischa, 1911
- Katalog der Salo Cohn’schen Schenkungen, 2 Bände (Wien: I. 1911, II. 1914) (Digitalisat)
- Die Inschriften des alten Judenfriedhofes in Wien, 2 Bände (Wien/Leipzig: I. 1912; II. 1917) (Digitalisat)
- Hebräische Grabsteine aus dem XIII.-XV. Jahrhundert in Wien und Umgebung, Wien 1916 (Digitalisat)
- Die Grabinschriften des alten Judenfriedhofes in Eisenstadt (in: Eisenstädter Forschungen, Bd. I., hrsg. von Sándor Wolf, 1922) (Digitalisat)
- Zur Bibliographie der Gedächtnis- und Trauervorträge in der hebräischen Literatur, 3 Bände, Wien 1922—1930
- Die Abstammung von Karl Marx. In: Festkrift i anledning af Professor David Simonsens 70-aarige Fodestag. Kobenhavn 1923, S. 278—289
- Die Juden in Eisenstadt, 2 Bände, 1926
- Beiträge zur Geschichte der Juden in Mähren (in: Juden und Judengemeinden Mährens, hrsg. von Hugo Gold, 1929)
- Die Hebräische Publizistik in Wien. In drei Teilen, Wien 1930
- Bibliographie der Schriften Moritz Güdemanns, Wien 1931
- Literatur über die jüdische Frau. Mit einem Anhang: Literatur über die Ehe, Wien 1931
- Diskussionsschriften über die Judenfrage. Das neue Gesicht des Antisemitismus, Wien 1933